# حمد البلوشي
حمد البلوشي (مواليد 15 يوليو 1995) لاعب كرة قدم إماراتي يجيد اللعب في الوسط مع نادي البطائح الإماراتي .
مثل النادي الأهلي في الفئات السنية و لعب بعدها مع نادي الوصل ونادي عجمان ونادي البطائح.

## روابط خارجية
- حمد البلوشي على موقع Soccerway.com (الإنجليزية)